# Brian Buchanan
Brian Edward Buchanan (* 19. September 1961 in Calgary; † 16. August 2021) war ein kanadischer Jazzmusiker (Piano, auch Komposition).

## Leben und Wirken
Buchanan wuchs in der Gegend von Highwood im Nordwesten von Calgary auf und besuchte die Highwood Elementary School, die Colonel Irvine Junior High und die James Fowler High School. Schon in jungen Jahren beschäftigte er sich mit Musik und begann eine Karriere als professioneller Jazzmusiker. U. a. spielte er mit Künstlern wie Clark Terry, Johnny Griffin, Herb Ellis, Freddie Hubbard, P. J. Perry, Clarence „Big“ Miller und Sheila Jordan. Buchanan schrieb auch eigene Kompositionen, arrangierte, produzierte und veröffentlichte mehrere Alben unter eigenem Namen, darunter Avenues (1993), Soulstice (1998), The King Eddie ‚Live‘ und sein letztes Album im Jahr 2020, Solo Sessions. Es wurde auch als „Jazz-Aufnahme des Jahres“ in Calgary in der Rubrik   „Jazzaufnahme des Jahres“ für die YYC Music Awards 2021 nominiert. Buchanan starb 2021 an den Folgen einer Krebserkrankung.
Im Bereich des Jazz war Buchanan laut Tom Lord zwischen 1993 und 2005 an elf Aufnahmesessions beteiligt, u. a. mit der Sängerin Cindy McLeod.
Scott Yanow schrieb in Allmusic über das Album Avenues, Buchanan sei ein großartiger Bop-Pianist, dessen Musik von Straight-ahead-Jazz bis Post-Bop reiche. Zu Buchanans Album Soulstice meinte Yanow, der dem Album in Allmusic vier Sterne verlieh, Buchanan belebe die geradlinige Musik mit frischen Ideen und temperamentvollem Spiel. Buchanan und Phil Dwyer würden es beide verdienen, in den Vereinigten Staaten bekannter zu werden.

## Diskographische Hinweise
- Soulstice (Isotope, 1996), mit Phil Dwyer, Don Thompson (Vibraphon), Jim Vivian, Billy Drummond
- Plays the Music of Dennis Van Westerborg (Jazz Focus, 2007), mit Bob Tildesley, Kent Sangster, Brent Wright, Mike Lent, Sandro Dominelli